# Привольненский сельский совет (Солонянский район)
Привольненский сельский совет (укр. Привільненська сільська рада) — входит в состав
Солонянского района Днепропетровской области Украины.
Административный центр сельского совета находится в селе Привольное.

## Населённые пункты совета
- с. Привольное
- с. Гайдамацкое
- с. Малиновка
- с. Маяк
- с. Никольское
- с. Новотерноватка
- с. Петровское
- с. Трудолюбовка

## Ликвидированные населённые пункты совета
- с. Новогригоровка